# Агесилай I
Агесилай I (др.-греч. Ἀγησίλαος, ионич. Гегесилей, Ἡγησίλεως) — полулегендарный царь Спарты из рода Агидов, правивший в IX веке до н. э. Сын Дорисса.
По Павсанию, правил недолго, и именно при нём Ликург ввёл свои законы. Согласно «Хронике Евсевия», правил 44 года, и жил раньше Ликурга. Был отцом царя Архелая.